# Монђуфи Мелија
Монђуфи Мелија (итал. Mongiuffi Melia) је насеље у Италији у округу Месина, региону Сицилија.
Према процени из 2011. у насељу је живело 783 становника. Насеље се налази на надморској висини од 416 м.

## Становништво
Према резултатима пописа становништва 2011. у општини је живело 653 становника.
| 1936. | 1951. | 1961. | 1971. | 1981. | 1991. | 2001. | 2011. |
| ----- | ----- | ----- | ----- | ----- | ----- | ----- | ----- |
| 1.838 | 1.693 | 1.584 | 1.310 | 1.125 | 975   | 783   | 653   |